# John Mitchell (politicus)
John Newton Mitchell (Detroit (Michigan), 15 september 1913 - Washington D.C., 9 november 1988) was een Amerikaans minister van Justitie. Hij is de enige minister van Justitie die werd veroordeeld en gevangengezet wegens illegale activiteiten.

## Leven
John N. Mitchell werd in Detroit geboren en groeide op in Long Island in New York. Hij haalde zijn rechtendiploma in 1938 aan de Universiteit van Fordham. In oorlogstijd werkte hij drie jaar als marineofficier.
In 1967 leerde Mitchell Richard Nixon kennen. Mitchell werkte in het sociaal advocatenkantoor Mudge Rose Guthrie Alexander & Ferdon. Ze werden vrienden en Mitchell werd Nixons campagnemanager. Nadat Nixon in 1968 tot president van de Verenigde Staten werd verkozen, vroeg hij Mitchell als minister van Justitie voor zijn kabinet, welke positie hij hield tot zijn pensioen in 1972.
Voor zijn activiteiten in het Watergateschandaal werd hij op 21 februari 1975 wegens samenzwering en belemmering van Justitie (zoals meineed) tot een meerjarige gevangenisstraf veroordeeld, waarvan hij maar 19 maanden uitzat, alvorens hij op erewoord vrijgelaten werd. Hij stierf in 1988 in Washington D.C. en werd op het Arlington National Cemetery bijgezet.

## Trivia
- In de film Nixon (1995) werd Mitchell gespeeld door E. G. Marshall.